# Епархия Мексики
Епа́рхия Ме́ксики (исп. Diócesis de México, англ. Diocese of Mexico) — епархия Православной Церкви в Америке на территории Мексики.

## История
История данной епархии восходит ко временам создания в 1920-е годы Мексиканской национальный католической церкви, которая отделилась от Римско-католической церкви страны на волне революционных настроений, так как римо-катилицизм вызывал исторические ассоциации с испанскими колонизаторами. Изначально данная юрисдикция поддерживаться государством и на 1928 год она насчитывала 120 священников и приходов в 14 мексиканских штатах. Её активность распространилась и на мексиканцев, живших в Техасе.
В течение следующих нескольких десятилетий, по мере того как церковно-государственные отношения в Мексике нормализовались, «национальная церковь» начала распадаться. Один из таких осколков, возглавляемый Хосе Кортесом-и-Ольмосом, получившим в 1961 году епископский сан, позиционировал себя как старокатолическую церковь и назывался «Iglesia Ortodoxa Catolica en Mexica». В 1965 году он установил контакт со священником Северо-Американской митрополии Димитрием Ройстером, и начал вместе со своей епархией путь к православию. Епископ Хосе переводил на испанский язык и литургические тексты.
В 1971 году епископ Хосе подал прошение о присоединении к Православной Церкви Америки. 16 февраля 1972 года решением Синода ПЦА был образован Мексиканский экзархат, в который вошли возглавляемые епископом Хосе пять приходов. При этом клирики были приняты в том сане, в котором оставляли Католическую церковь (если были в ней рукоположены); сам Хосе был принят в сане пресвитера, а 22 апреля 1972 года Иосиф был рукоположён в викарного епископа города Мехико. В присоединившихся приходах богослужение стало проводиться по византийскому обряду на испанском языке, в храмах установлены иконостасы.
28 января 1983 года епископ Иосиф скончался. Архиепископ Димитрий продолжал наблюдать за жизнью Экзархата до 2005 года, когда был рукоположён во епископа мексиканец Алексий (Пачеко-Вера).
16 октября 2008 года Мексиканский экзархат был преобразован в полноценную епархию, а епископ Алексий стал правящим епископом.
На начало 2010 годов епархия насчитывала десять приходов, монашескую общину при Кафедральном соборе Вознесения Господнего и несколько тысяч верующих, которых окормляет епископ и десять священников.
В январе 2012 года праздновалось 50-летие основания Вознесенского кафедрального собора ПЦА в Мехико.
В июне 2016 года на сайте ПЦА отмечалось, что «в последние годы миссионерские усилия в епархии Мексики активизировались, особенно с организацией краткосрочных миссионерских поездок в Сан-Эстебан, Писафлорес и других отдалённых населённых пунктах».

## Епископы
Мексиканский экзархат
- Димитрий (Ройстер) (16 февраля 1972 — 16 октября 2008)
- Алексий (Пачеко-Вера) (16 октября 2008 — 14 января 2009)

Епархия Мехико
- Алексий (Пачеко-Вера) (с 14 января 2009)